# Klaus Beer
Pour les articles homonymes, voir Beer.
Klaus Beer, né le 14 novembre 1942 à Legnica et mort le 8 juin 2023, est un athlète est-allemand spécialiste du saut en longueur.

## Biographie
Il domine le saut en longueur pendant de longues années au niveau national en remportant sept titres de champion d'Allemagne de l'Est en plein air en 1961, 1962, 1964 et de 1967 à 1970 et quatre titres de champion d'Allemagne de l'Est en salle en 1965 et de 1968 à 1970.
Il a connu son plus grand succès aux Jeux olympiques d'été de 1968 à Mexico en obtenant la médaille d'argent en sautant à 8,19 m, devancé dans ce concours par l'Américain Bob Beamon qui établit un nouveau record du monde avec 8,90 m.
Il remporte les Jeux européens en salle 1969 et se classe deuxième des championnats d'Europe en salle de 1970.
Ses records personnels sont de 8,19 m en plein air (Mexico le 18 octobre 1968) et 8,04 m en salle (Berlin  le 15 février 1970).
Il est le père de Peggy Beer, spécialiste des épreuves combinées.

## Palmarès

### Jeux olympiques
- Jeux olympiques de 1968 à Mexico
  -  Médaille d'argent en saut en longueur

### Championnats d'Europe
- Championnats d'Europe de 1962 à Belgrade
  - 7e en saut en longueur
- Championnats d'Europe de 1969 à Athènes
  - 4e en saut en longueur

### Jeux européens en salle
- Jeux européens en salle 1968 à Madrid
  - 4e en saut en longueur
- Jeux européens en salle 1969 à Belgrade
  -  Médaille d'or en saut en longueur

### Championnats d'Europe en salle
- Championnats d'Europe en salle de 1970 à Vienne
  -  Médaille d'argent en saut en longueur
- Championnats d'Europe en salle de 1972 à Grenoble
  - 7e en saut en longueur